# Wilhelm Dichter

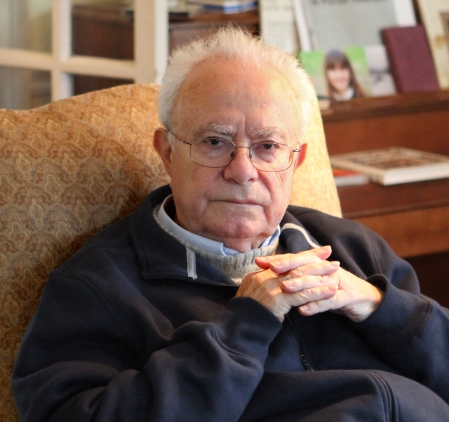
Wilhelm Dichter, 2011

Wilhelm Dichter (* 25. Oktober 1935 in Boryslaw) ist ein in die USA emigrierter polnischer Schriftsteller.

## Leben
Während des Krieges starb Dichters Vater. Er selbst wohnte mit seiner Mutter zunächst in Südpolen und später, ab 1944, in Warschau und wurde Physiker und Ingenieur. Nach der Promotion am Warschauer Polytechnikum arbeitete er dreizehn Jahre lang als Wissenschaftler und schrieb populärwissenschaftliche Werke und Hörspiele, bis ihn die antisemitische Kampagne 1968 in Polen zur Emigration, zunächst nach Wien und Rom, dann in die USA zwang, wo er in der IT-Branche arbeitete. Für seine populärwissenschaftlichen Arbeiten, u. a. Porträts der großen Physiker des zwanzigsten Jahrhunderts, erhielt er in Polen den Bruno-Winawer-Preis. Erst mit Ende 60 begann er Belletristik zu schreiben. Zentrale Themen seiner vom Humanismus geprägten Werke sind der Antisemitismus in Polen, während des Zweiten Weltkriegs und danach. Er lebt mit seiner Familie, in der Polnisch gesprochen wird, in Tewksbury in der Nähe von Boston.

## Werke
- Koń Pana Boga, Krakau 1996
  - Das Pferd Gottes. Übers. Martin Pollack. Rowohlt, Berlin 1998
- Szkoła bezbożników, Krakau 1999
  - Rosenthals Vermächtnis. Übers. Martin Pollack. Rowohlt, Berlin 2000
- Lekcja angielskiego, Krakau 2010

## Nominierungen
- 1997: Nike-Literaturpreis für Koń Pana Boga
- 2000: Nike-Literaturpreis für Szkoła bezbożników